# 特倫欽體育協會
特倫欽體育協會是斯洛伐克的一家足球俱樂部，主場位於特倫欽。球隊現參加斯洛伐克足球超級聯賽的賽事。2014–15赛季，特伦钦加冕斯洛伐克足球超級聯賽和斯洛伐克盃双料冠军。
球隊成立於1992年，並在次年與TTS特倫欽合併。此後球隊經歷了多次更名，於2015年改為現名特倫欽體育協會。

## 外部連結
- （斯洛伐克文） Official website （页面存档备份，存于）
- （英文） Official website （页面存档备份，存于）